# Blow Your House Down
"Blow Your House Down" é uma canção da banda de rock irlandesa U2. Ele foi lançado como um single promocional em outubro de 2011, para promover a edição de 20 anos do álbum Achtung Baby (1991). A versão digital do single foi lançado nas estações de rádio americanas no final de outubro de 2011. A canção é destaque no CD 2, nas versões "Super Deluxe" e "Uber Deluxe", lançados na edição de aniversário de Achtung Baby. Entretanto, não foi lançado comercialmente como single autônomo em qualquer formato (embora a faixa fosse feita para download no iTunes sem a necessidade de comprar o álbum de aniversário).

## História
De acordo com as imagens de vídeo tiradas durante uma sessão de composição/jam acústica que o vocalista Bono e o guitarrista The Edge fez com o produtor Jimmy Iovine algum tempo após o lançamento de The Joshua Tree (1987), a canção esteve em desenvolvimento desde, pelo menos, antes da gravação do álbum Rattle and Hum (1988). Trechos deste material foram incluídos no filme-documentário From the Sky Down (2011). A canção ressurgiu como um demo em uma forma alterada em um bootleg retirado das sessões de gravação de Achtung Baby, conhecidas como as sessões de Salomé, porém, nunca foi lançado oficialmente em Achtung Baby ou qualquer álbum subseqüente. A versão final do single (ou pelo menos a parte vocal) assume-se que foram registradas logo antes de seu lançamento de 2011, em vez de que durante as sessões de Achtung Baby, em 1991, com base no timbre da voz de Bono na gravação.

## Parada e posição
| País/Parada (2011)    | Melhor posição |
| --------------------- | -------------- |
| Japão (Japan Hot 100) | 80             |